# Radioisótopo

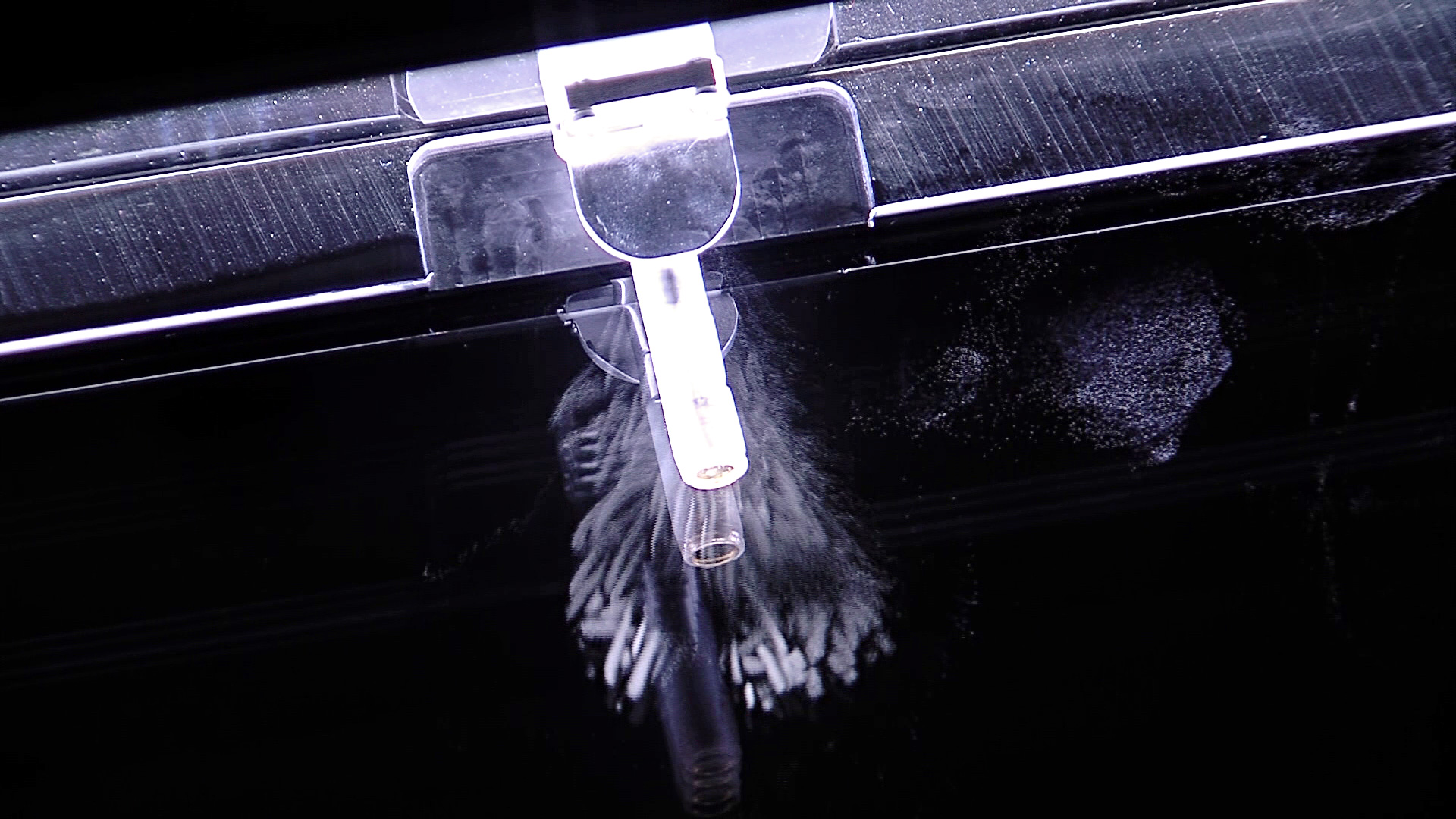
Partículas alfa emitidas por uma amostra de amerício-241 em uma câmara de Wilson.

Um radioisótopo ou isótopo radioativo é um átomo que tem excesso de energia nuclear, tornando-o instável. Esse excesso de energia pode ser usado de uma das três maneiras: emitida a partir do núcleo como radiação gama; transferido para um de seus elétrons para liberá-lo como conversão eletrônica; ou usado para criar e emitir uma nova partícula (partícula alfa ou partícula beta) do núcleo. Durante esses processos, diz-se que o radionuclídeo sofre decaimento radioativo.
Os isótopos radioativos têm aplicações em medicina e, em outras áreas, como a geologia (pela datação radiométrica de fósseis e rochas). Por exemplo, o isótopo radioactivo tálio pode identificar vasos sanguíneos bloqueados em pacientes sem provocar danos ao corpo do paciente. O carbono-14 pode ser utilizado na datação de fósseis.
Um radioisótopo pode ser natural ou sintético.

## Características das emissões

### Radiação alfa (α)
É a partícula mais pesada entre as três. Tem baixo poder de penetração. É constituída por dois prótons e dois nêutrons, às vezes notados como {\displaystyle {}_{2}^{4}{\hbox{He}}^{2+}}.

### Radiação beta (β)
É mais rápida, e têm maior poder de penetração e danificação, que uma partícula alfa, além de ser, aproximadamente, 7000 vezes mais leve.

### Radiação gama (γ)
É constituída por ondas electromagnéticas (não constitui partícula), e viaja à velocidade da luz. É a mais perigosa e ofensiva das três. Pode causar danos irreparáveis aos seres humanos.

## Leis da Radioactividade

### 1ª lei: Lei de Soddy
“Quando um átomo radioactivo emite uma partícula alfa (α), seu número atómico (Z) diminui em 2 unidades e o seu número de massa (A) diminui em 4”.
³²23X -> Alfa + 21Y (massa igual a 28)

### 2ª lei: Lei de Soddy, Fajans e Russel
“Quando um átomo radioativo emite uma partícula beta (β), o seu número atómico, Z, aumenta em uma unidade e o seu número de massa permanece inalterado”.
³³55X -> Beta + 56Y (massa mantém-se inalterada, mas o átomo recebe um próton)

## Usos
Os radioisótopos são usados de duas maneiras principais: seja pela radiação isolada (irradiação, baterias nucleares) ou pela combinação de propriedades químicas e radiação (rastreadores, biofarmacêuticos).
- Em biologia, radioisótopos de carbono pode servir como marcadores radioativos porque eles são quimicamente muito semelhantes aos nuclídeos não radioativos, ou seja, a maioria dos processos químicos, biológicos e ecológicos os trata de maneira quase idêntica.[2] Pode-se então examinar o resultado com um detector de radiação, como um contador Geiger, para determinar onde os átomos fornecidos foram incorporados. Por exemplo, alguém pode cultivar plantas em um ambiente no qual o dióxido de carbono contendo carbono radioativo; então as partes da planta que incorporam carbono atmosférico serão radioativas.[3][4][5][6] Os radionuclídeos podem ser usados para monitorar processos tais como a replicação do ADN ou o transporte de aminoácidos.[7]
- Em medicina nuclear, radioisótopos são usados para diagnóstico, tratamento e pesquisa. Os rastreadores químicos radioativos que emitem raios gama ou pósitrons podem fornecer informações de diagnóstico sobre a anatomia interna e o funcionamento de órgãos específicos, incluindo o cérebro humano.[8][9][10] São usados em algumas formas de tomografia: escaneamento por tomografia computadorizada por emissão de fóton único, tomografia por emissão de pósitrons (PET, positron emission tomography) e imagem de luminescência Cherenkov. Os radioisótopos também são um método de tratamento em formas hemopoiéticas de tumores; o sucesso no tratamento de tumores sólidos tem sido limitado. Fontes gama mais poderosas esterilizam seringas e outros equipamentos médicos.